# Fazlići
Fazlići su naseljeno mjesto u općini Travnik, Federacija Bosne i Hercegovine, BiH.
Nalazi se sjeveroistočno od Travnika, na rijeci Biloj, pritoci Lašve.

## Stanovništvo

### 1991.
Nacionalni sastav stanovništva 1991. godine, bio je sljedeći:
ukupno: 197
- Muslimani - 197

### 2013.
Nacionalni sastav stanovništva 2013. godine, bio je sljedeći:
ukupno: 194
- Bošnjaci - 193
- ostali, neopredijeljeni i nepoznato - 1